# Menhir de Daumas
Le menhir de Daumas est un menhir situé au Plan-de-la-Tour, dans le département du Var en France.

## Description
Il a été découvert par G. Gazenbeck lors d'une prospection. Le menhir est en granite. Il mesure 1,80 m de haut pour 0,80 m de large et 0,80 m d'épaisseur à la base, 0,50 m de large et 0,10 m d'épaisseur au sommet. Il est légèrement incliné.